# Dobsonia
Genre
Dobsonia est un genre de chauves-souris.
Ce sont des chauves-souris à dos nu localisées entre l'île de Sulawesi et les Philippines ainsi que dans le nord de l'Australie.

## Liste des espèces
- Dobsonia beauforti Bergmans, 1975
- Dobsonia chapmani Rabor, 1952
- Dobsonia emersa Bergmans et Sarbini, 1985
- Dobsonia exoleta K. Andersen, 1909
- Dobsonia inermis K. Andersen, 1909
- Dobsonia minor (Dobson, 1879)
- Dobsonia moluccensis (Quoy et Gaimard, 1830)
- Dobsonia pannietensis (De Vis, 1905)
- Dobsonia peroni (E. Geoffroy, 1810)
- Dobsonia praedatrix K. Andersen, 1909
- Dobsonia viridis (Heude, 1896)